# Sterculia spatulata
Sterculia spatulata är en malvaväxtart som beskrevs av Otto Warburg. Sterculia spatulata ingår i släktet Sterculia och familjen malvaväxter. Inga underarter finns listade i Catalogue of Life.